# E·梅爾文·波特
愛德華·梅爾文·波特（英語：Edward Melvin Porter；1930年5月22日—2016年7月26日），是美國的民主黨政治人物、律師及民權活動家，前俄克拉何马州参议院議員。

## 生平
波特在奧克拉荷馬州奧克馬爾吉出生，後曾進入田納西州立大學、范德堡大学和肖特學院就讀。1960年，他通過俄克拉何馬州法律考試成為律師，次年成為俄克拉荷馬市全國有色人種協進會主席。
1962年，他曾參選俄克拉何马州参议院但失敗，到1964年時以民主黨黨員身分當選為新劃出的第四十八選區議員，是州參議院第一位非裔議員，1987年退休，至2016年7月26日在奧克拉荷馬市的家中逝世。